# Thomas Nagel
Ne doit pas être confondu avec Ernest Nagel.
Pour les articles homonymes, voir Nagel.
Thomas Nagel, né le 4 juillet 1937 à Belgrade, est un professeur de philosophie et de droit à l'université de New York. Son article le plus célèbre, Quel effet cela fait-il d'être une chauve-souris ? (« What is it like to be a bat ? »), défend l'irréductibilité de la conscience, ou de l'expérience subjective, à l'activité cérébrale.
Nagel a produit plusieurs contributions importantes en philosophie morale et politique. Il défend, en méta-éthique, l'existence de raisons morales impartiales.

## Formation et carrière
Il naît à Belgrade, en Yougoslavie, de parents réfugiés allemands exilés en 1939 aux États-Unis, où il fait ses études secondaires. Il est diplômé de l'université Cornell en 1958, de l'université d'Oxford en 1960, et devient docteur en philosophie de l'université Harvard en 1963. Il est membre du comité de rédaction de l'Encyclopædia Britannica. Nagel est lauréat du Prix Balzan (2008) pour la philosophie morale.

## Anti-réductionnisme psychophysique
Dans nombre de ses articles, notamment dans « What is it like to be a bat », Nagel s'attaque à l'orthodoxie dominante en philosophie de l'esprit à l'époque de leur rédaction : le physicalisme, une thèse réductionniste concernant les relations entre conscience et activité cérébrale qui préconise la réduction psychophysique, c'est-à-dire l'identification des états mentaux à des processus neurobiologiques.
Par « conscience », il faut ici entendre l'expérience phénoménale, ce que Nagel cherche à capter à l'aide de la métaphore : « l'effet que cela fait pour un organisme d'être ce qu'il est ». Il insiste sur le caractère subjectif de l'expérience phénoménale et oppose deux modes d'accès différents à la conscience : 
1. le point de vue objectif et impersonnel de la science qui se réfère à l'activité cérébrale ou au comportement
2. le point de vue subjectif qui est celui du sujet de l'expérience vécue.

Avec Nagel, l'idée de subjectivité, indissociable de l'idée d'expérience phénoménale, renvoie à un mode spécifique d'accès à l'expérience par lequel elle est vécue par le sujet comme particulière au type d'organisme qu'il est, particulière à celui d'une chauve-souris si le sujet est une chauve-souris par exemple. C'est cette dimension subjective de l'expérience, spécifique à un type d'organisme, qui serait laissée de côté par la description scientifique abstraite et impersonnelle du comportement ou de l'activité cérébrale.

## La subjectivité
Pour Nagel, la subjectivité est le point de vue qu'un organisme vivant a sur le monde. Ce point de vue n'est pas nécessairement celui de l'expérience privée car il peut être partagé par les membres d'une même espèce animale. Une expérience est dite « subjective » lorsqu'elle ne peut être partagée que par un même type d'organisme, auquel est associé un certain univers mental (cf. « Subjective and Objective »). Cette position est qualifiée de « perspectivisme spécifique » car elle identifie la subjectivité à un point de vue sur le monde propre à un type d'organisme ou à une espèce animale donnée (la chauve souris par exemple).

## Œuvres

### En anglais
- The Possibility of Altruism (1970), Oxford University Press. (Reprinted in 1978, Princeton University Press.)
- Mortal Questions (1979), Cambridge University Press,  (ISBN 978 0 521 40676 5). Traduction française Questions mortelles, PUF, Paris, 1983.
- The View from Nowhere (1986), Oxford University Press.
- What Does It All Mean?: A Very Short Introduction to Philosophy (1987), Oxford University Press.
- Equality and Partiality (1991), Oxford University Press.
- Other Minds: Critical Essays, 1969-1994 (1995), Oxford University Press.
- The Last Word (1997), Oxford University Press.
- The Myth of Ownership: Taxes and Justice (2002), (with Liam Murphy) Oxford University Press.
- Concealment and Exposure and Other Essays (2002), Oxford University Press.
- Secular philosophy and the religious temperament: essays 2002-2008 (2010) Oxford New York, N.Y: Oxford University Press.  (ISBN 9780195394115).
- Mind and Cosmos: why the materialist neo-Darwinian conception of nature is almost certainly false (en) (2012) Oxford New York: Oxford University Press,  (ISBN 9780199919758)

### En français
- Questions mortelles [« Mortal Questions »], PUF, 1983, 247 p. (ISBN 978-2-13-038081-8)
- Qu'est-ce que tout cela veut dire? : Une très brève introduction à la philosophie [« What Does It All Mean?: A Very Short Introduction to Philosophy »], L'éclat, 1993, 96 p. (ISBN 978-2-905372-79-6)
- Égalité et partialité [« Equality and Partiality »], PUF, 1994, 208 p. (ISBN 978-2-13-045891-3)
- Le Point de vue de nulle part [« The View from Nowhere »], L'éclat, 1993, 289 p. (ISBN 978-2-905372-84-0, lire en ligne)
- L'esprit et le cosmos : pourquoi la conception matérialiste néodarwinienne de la nature est très probablement fausse [« Mind and Cosmos »]  (trad. de l'anglais), Paris, Vrin, 2018, 192 p. (ISBN 978-2-7116-2846-9)

### Articles
- 1959, « Hobbes's Concept of Obligation », Philosophical Review, p. 68-83.
- 1959, « Dreaming », Analysis, p. 112-6.
- 1965, « Physicalism », Philosophical Review, p. 339-56.
- 1969, « Sexual Perversion », Journal of Philosophy, p. 5-17.
- 1969, « The Boundaries of Inner Space », Journal of Philosophy, p. 452-8.
- 1970, « Death », Nous, p. 73-80.
- 1970, « Armstrong on the Mind », Philosophical Review, p. 394-403 (a discussion review f A Materialist Theory of the Mind by D. M. Armstrong).
- 1971, « Brain Bisection and the Unity of Consciousness », Synthese, p. 396-413.
- 1971, « The Absurd », Journal of Philosophy, p. 716-27.
- 1972, « War and Massacre », Philosophy & Public Affairs, vol. 1, p. 123-44.
- 1973, « Rawls on Justice », Philosophical Review, p. 220-34 (a discussion review of A Theory of Justice by John Rawls).
- 1973, « Equal Treatment and Compensatory Discrimination », Philosophy & Public Affairs, vol. 2, p. 348-62.
- 1974, « What Is it Like to Be a Bat? », Philosophical Review, p. 435-50. Online text
- 1976, « Moral Luck », Proceedings of the Aristotelian Society Supplementary vol. 50, p. 137-55.
- 1979, « The Meaning of Equality », Washington University Law Quarterly, p. 25-31.
- 1981, « Tactical Nuclear Weapons and the Ethics of Conflict », Parameters: Journal of the U.S. Army War College, p. 327-8.
- 1983, « The Objective Self », dans Carl Ginet et Sydney Shoemaker (eds.), Knowledge and Mind, Oxford University Press, p. 211-232.
- 1987, « Moral Conflict and Political Legitimacy », Philosophy & Public Affairs, p. 215-240.
- 1994, « Consciousness and Objective Reality », in R. Warner and T. Szubka (eds.), The Mind-Body Problem, Blackwell.
- 1995, « Personal Rights and Public Space », Philosophy & Public Affairs, vol. 24, no. 2, p. 83-107.
- 1997, « Assisted Suicide: The Philosophers' Brief » (with R. Dworkin, R. Nozick, J. Rawls, T. Scanlon, and J. J. Thomson), New York Review of Books, March 27, 1997.
- 1998, « Reductionism and Antireductionism », in The Limits of Reductionism in Biology, Novartis Symposium 213, John Wiley & Sons, p. 3-10.
- 1998, « Concealment and Exposure », Philosophy & Public Affairs, vol. 27, no. 1, p. 3-30. Online text
- 1998, « Conceiving the Impossible and the Mind-Body Problem », Philosophy, vol. 73, no. 285, p. 337-352. Online PDF
- 2000, « The Psychophysical Nexus », in Paul Boghossian and Christopher Peacocke (eds.) New Essays on the A Priori, Oxford: Clarendon Press, p. 432-471. Online PDF
- 2003, « Rawls and Liberalism », in Samuel Freeman (ed.) The Cambridge Companion to Rawls, Cambridge University Press, p. 62-85.
- 2003, « John Rawls and Affirmative Action », The Journal of Blacks in Higher Education, no 39, p. 82-4.

### Littérature secondaire
- Thomas Nagel, Alan Thomas, Acumen Publishing, 2008.

## Distinctions

### Prix
- 1966 : Bourse Guggenheim
- 1996 : PEN/Diamonstein-Spielvogel Award for the Art of the Essay (en)
- 2008 : Prix Balzan
- 2008 : Prix Schock dans la catégorie logique et philosophie

### Distinctions
- 2010 : Doctorat honoris causa de l'Université Harvard[2]